# Vähäneva
Vähäneva är en sumpmark i Finland. Den ligger i Lumijoki i landskapet Norra Österbotten, i den centrala delen av landet, 500 km norr om huvudstaden Helsingfors.